# Eurytoma flavocoxa
Eurytoma flavocoxa är en stekelart som beskrevs av Bugbee 1941. Eurytoma flavocoxa ingår i släktet Eurytoma och familjen kragglanssteklar. Inga underarter finns listade i Catalogue of Life.